# Louis d'Artois
Louis d'Artois (1320-1329) est l'aîné du comte Robert III et donc un descendant agnatique du roi Louis VIII.
Il fut jusqu'à sa mort l'héritier du comté de Beaumont-le-Roger.
Il décéda toutefois à 9 ans, abandonnant son titre à son frère Jean.

## Filiation
- Louis VIII le Lion 
  - Louis IX 
  - Robert Ier d'Artois
    - Robert II d'Artois
      - Philippe d'Artois
        - Robert III d'Artois
          - Louis d'Artois